# 메가라크네
메가라크네 세르비네이(Megarachne servinei)는 석탄기 초기(펜실베이니아기)에 번성한 아르헨티나의 코르도바 근처에서 발견된 바다전갈이다. 메가라크네의 다리는 50 cm (20 인치)에 달했다.
처음의 잘못된 연구에서는 메가라크네를 이제는 멸종한 사상 최대의 거대 거미로 잘못 알았는데, '메가라크네'라는 이름도 거대 거미라는 뜻에서 지은 것이다. 이 중대한 실수는 다큐멘터리 시리즈 《괴물과의 산책》에서의 오류의 원인이 되었다. 그러나 메가라크네가 바다전갈이라는 것이 밝혀진 옳은 연구가 나왔을 때는 이미 다큐멘터리가 제작 중이었고, 오류를 고치기에는 시기가 너무 늦었다. 그래서 제작진은 거대거미의 이름을 메가라크네에서 메소텔라이로 바꾸었다. 그러나 메소텔라이는 고대 거미 중의 한 아목으로, 다큐멘터리에 나온 생김새와는 닮은 점이 전혀 없다.

## 사진첩

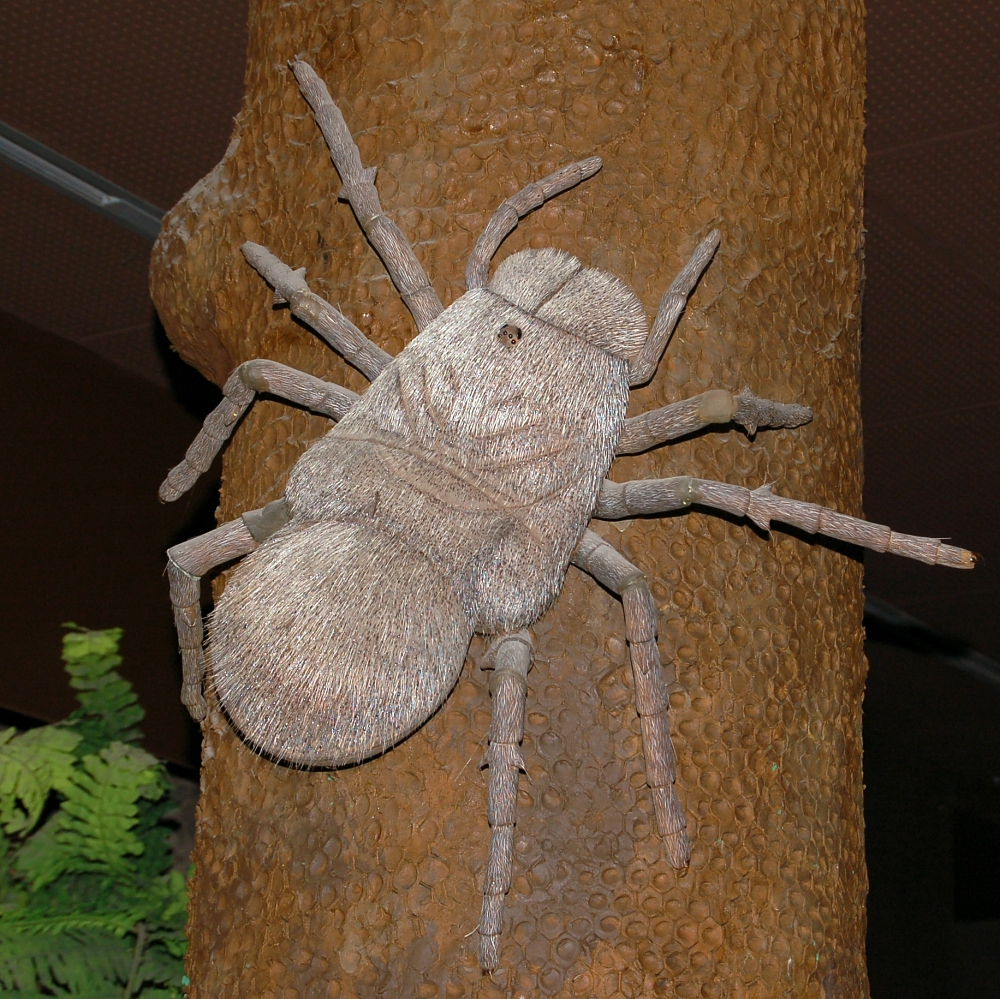
메가라크네를 거미로 잘못 표현한 모형.

## 같이 보기
- 바다전갈
- 관련 다큐멘터리 더빙 성우
  - 윤동기
  - 이은정